# أنطون إيفال
أنطون إيفال (بالسويدية: Anton Ewald)‏ هو مغني سويدي، ولد في 7 أغسطس 1993 في Södermalm ‏ في السويد.

## وصلات خارجية
- الموقع الرسمي
- أنطون إيفال على موقع IMDb (الإنجليزية)
- أنطون إيفال على موقع ميوزك برينز (الإنجليزية)
- أنطون إيفال على موقع أول ميوزيك (الإنجليزية)
- أنطون إيفال على موقع ديسكوغز (الإنجليزية)
- أنطون إيفال على موقع قاعدة بيانات الفيلم (الإنجليزية)